# Zámecký pivovar v Libni
Zámecký pivovar v Libni v Praze je bývalý pivovar, který stojí západně od libeňského zámku u Löwitova mlýna na potoce Rokytka. Je chráněn jako nemovitá kulturní památka České republiky.

## Historie
Pivovar pochází z druhé poloviny 16. století; mezi roky 1545–1590 je dal postavit majitel Libně Albrecht Bryknar z Brukštejna. V roce 1634 jej vlastnil Albrecht z Valdštejna, mezi dalšími majiteli byli například Jan Hartvík z Nostic nebo od roku 1662 Staré Město pražské.
Během války o rakouské dědictví v letech 1741–1744 byl pivovar zničen i s vybavením, jeho měděný kotel za 300 zlatých byl na kusy roztlučen. Po jeho obnově se zde v roce 1752 vařilo okolo 50 várek ročně (roční výstav přibližně 516 hl piva). Za sedmileté války byl opět zničen včetně zásob sladu a chmele.
V letech 1846–1871 byl sládkem Martin Stejskal, který pro syna Jana vybudoval smíchovský pivovar "U Čísla 1". Stejskal v letech 1866–1870 vykonával funkci starosty Libně a je po něm pojmenována ulice Stejskalova.
Roku 1899 si jej pronajal První pražský měšťanský pivovar v Praze Holešovicích, který v něm následujícího roku ukončil provoz. Humna bývalé sladovny poté soužila jako špýchar, varna byla zbořena a chmelárna při staré východní vozové cestě do dvora zámku přestavěna na byty. V roce 1906 zde byla zřízena Hasičská stanice pro Prahu VIII, po hasičích tyto prostory od roku 1969 užívalo Divadlo SKN v Libni.

## Budovy
Jedinou dochovanou stavbou z celého komplexu je hlavní pivovarská budova, pozdně barokní patrová stavba na obdélném půdorysu o sedmi osách se sedlovou střechou. Její fasádu v patře člení lisenové rámce, nároží je zvýrazněno kvádrováním. Okna mají rámování šambránou s lištou. V přízemí jsou stlačené valené klenby s lunetami a klenby segmentové. Pivovarské sklepy se nacházejí pod libeňským zámkem.

## Popis
Kolem roku 1650 byl roční výstav přibližně 3000 hl piva, v roce 1824 činil 1012 hl a před ukončení provozu 8750 hl piva za rok.